# Wallace és Gromit és az elvetemült veteménylény
A Wallace és Gromit és az elvetemült veteménylény (eredeti cím: Wallace & Gromit in The Curse of the Were-Rabbit) 2005-ben bemutatott brit–amerikai gyurmafilm, amely az Aardman Animations és a DreamWorks Animation koprodukciója, és a 11. DreamWorks-film. A rendezője Steve Box és Nick Park, a producerei Claire Jennings, Peter Lord, Carla Shelley és David Sproxton, a forgatókönyvírói Mark Burton és Bob Baker, a zeneszerzője Julian Nott. A mozifilm az Aardman Animations és a DreamWorks Animation gyártásában készült, és ugyancsak a DreamWorks Pictures forgalmazásában jelent meg. Műfaja filmvígjáték.
Amerikában 2005. október 7-én, Nagy-Britanniában 2005. október 14-én, Magyarországon 2005. október 24-én mutatták be a mozikban.

## Szereplők
| Szereplő                  | Eredeti hang         | Magyar hang      |
| ------------------------- | -------------------- | ---------------- |
| Wallace / Ketrec          | Peter Sallis         | Kassai Károly    |
| Lord Victor Quartermaine  | Ralph Fiennes        | Csankó Zoltán    |
| Lady Campanula Tottington | Helena Bonham Carter | Zakariás Éva     |
| PC Mackintosh             | Peter Kay            | Németh Gábor     |
| Clement Hedges plébános   | Nicholas Smith       | Versényi László  |
| Boronáné                  | Liz Smith            | Szabó Éva        |
| Borona úr                 | Dicken Ashworth      | Albert Péter     |
| Palánta úr                | Edward Kelsey        | Tolnai Miklós    |
| Salétrom úr               | Vincent Ebrahim      | Bácskai János    |
| Cövek úr                  | Robert Horvath       | Simon Aladár     |
| Kéreghátiné               | Noni Lewis           | Béli Titanilla   |
| Thripp kisasszony         | Geraldine McEwan     | Keönch Anna      |
| Windfall úr               | John Thomson         | Hegedűs Miklós   |
| Blight kisasszony         | Mark Gatiss          | Peller Anna      |
| Crock úr                  | Pete Atkin           | Garamszegi Gábor |
| Leaching úr               | Ben Whitehead        | Matus Gábor      |